# Ikudol
Ikudol es un pueblo ubicado en el distrito de Lalitpur, Nepal.

## Superficie
Cuenta con una superficie de 12,4 kilómetros cuadrados.

## Demografía
Hasta 2015 la población era de 2169 habitantes, con una densidad de población de 174,6 habitantes por kilómetro cuadrado. Con una población masculina y femenina de 1073 (49,5%) y 1096 (50,5%) respectivamente.
| Gráfica de evolución demográfica de Ikudol entre 1975 y 2015 |
|                                                              |
| Datos según el Centro Común de Investigación.                |